# Consumed (groupe)
Pour l'album de Plastikman, voir Consumed.
Consumed est un groupe de punk rock anglais formé in 1994 qui a splitté en 2003,.

## Historique
Consumed est un groupe de rock anglais formé en 1994 dans la banlieue de Nottingham. Ils ont été signés chez Fat Wreck Chords, puis chez BYO Records et Golf Records peu avant la sortie de l'album Pistols at Dawn. Il a fait des tournées au Royaume-Uni, en Europe, en Scandinavie, aux États-Unis et au Canada, et a également participé régulièrement à des festivals de surf et de skate du milieu à la fin des années 1990. Le titre "Heavy Metal Winner" a été utilisé dans le jeu vidéo Tony Hawk's Pro Skater 2 en 2000 et dans la version HD de Tony Hawk's Pro Skater HD en 2012. Le groupe s'est séparé en 2003 mais s'est réformé en 2015. Leur EP "A Decade of No" est sorti en juillet 2018 chez SBAM records (Europe) et Umlaut Records (Royaume-Uni).

## Membres
- Steve Ford : guitare, voix, (1994 - 2003)
- Mike Ford : guitare, voix, (1994 - 2003)
- Baz Barrett : basse (1996 - 2000)
- Wes Wasley : basse, voix (2000 - 2003)
- Chris Billam : drums (1994 - 2003)

Musiciens ponctuels (n'ayant participé à aucun enregistrement sur aucun label)
- Steve Watson : basse (1994- 1996)
- Luke Moss : basse (2003)
- Jay Chapman : basse (1994)
- Will Burchell : guitare, voix (2003)

## Discographie

### Albums / EPs
- Breakfast at Pappa's EP (1998) Fat Wreck Chords
- Hit for Six (1999) Fat Wreck Chords[5]
- Pistols at Dawn (2002) Golf / BYO Records[6]
- A Decade of No EP (2018) SBAM / Umlaut Records[7],[8],[9].

### Music videos
- "Wake Up with a Smile" (1999)

### Compilations
- Don't Do It (1996) Spin Out Records
- Short Music for Short People (1999) Fat Wreck Chords
- Fat Music Vol. IV: Life In The Fat Lane (1999) Fat Wreck Chords
- Fat Music Vol. V: Live Fat, Die Young (2001) Fat Wreck Chords
- Greetings from the Welfare State BYO Records
- Deck Cheese, Volume 2 Deck Cheese Records

## Apparition diverses
- Heavy Metal Winner dans Tony Hawk's Pro Skater 2